# Beckerich
Beckerich (franska) (luxemburgiska: Biekerech lyssna (fil), tyska: Beckerich) är en ort i kantonen Redange i västra Luxemburg. Den är huvudort i kommunen med samma namn och ligger cirka 22 kilometer nordväst om staden Luxemburg. Orten har 847 invånare (2022).